# 天主教馬里亞納總教區

Regional CNBB Leste 2.

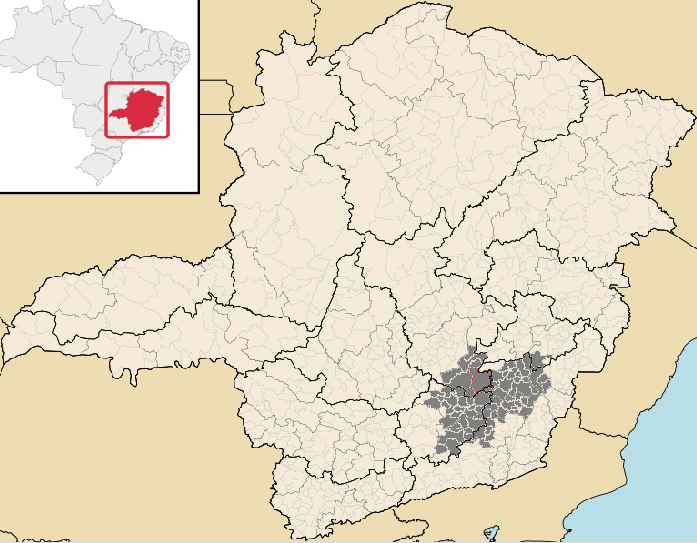
天主教馬里亞納總教區.

天主教馬里亞納總教區（拉丁語：Archidioecesis Marianensis）是羅馬天主教在巴西的一個教省總教區，下轄三個教區。
1745年12月6日成立教區，1906年5月1日升為總教區。
總教區包括米納斯吉拉斯州中南部七十九市，2004年有教友924,266人，佔轄區總人口84.1%。教區下轄122個堂區，有204名司鐸。現任教區總主教為熱拉爾多·利里奧·羅恰。